# Eksperyment laboratoryjny (marketing)
Eksperyment laboratoryjny w badaniach marketingowych
Przeprowadza się go w warunkach sztucznych, specjalnie do tego celu zaaranżowanych, co pozwala maksymalnie kontrolować wpływ zmiennych niezależnych na badane zjawisko i wyeliminować wiele potencjalnych źródeł błędów. Wadą tej metody może być znaczący wpływ eksperymentatora i stworzonych przezeń warunków na wynik badania. Zaletą jest łatwość zastosowania mechanicznych instrumentów pomiaru, takich jak kamera, magnetofon itp. Główne rodzaje testów laboratoryjnych to:
- testy w salach
- testy kliniczne
- testy audytoryjne
- testy tachistoskopowe

Wśród eksperymentów laboratoryjnych miejsce szczególne zajmują testy w salach i testy kliniczne.

## Testy przeprowadzane w salach wystawowych
Odnoszą się na ogół do produktów konsumpcyjnych. Składają się na nie 3 etapy: rekrutacja grupy respondentów, sprowadzenie ich do miejsca spotkania (sali wystawowej) i przeprowadzenie wywiadów-dyskusji na podstawie zaprezentowanego produktu.

## Testy kliniczne
Są przeprowadzane w sposób nieco podobny do testów w sali wystawowej, ale dotyczą produktów inwestycyjnych (niekonsumpcyjnych). Ze względu na szczególny charakter prezentowanych produktów stosuje się odrębne metody rekrutacji respondentów; są nimi z reguły pracownicy i specjaliści określonych zawodów.

## Test audytoryjny
Wykorzystuje się często w badaniach efektywności reklamy. Przeprowadzany jest w 5 etapach:
1. Respondentów dobiera się w drodze losowania z książek telefonicznych.
2. Wysyła się do nich kilkakrotnie zaproszenie do wzięcia udziału w obejrzeniu przygotowanego programu telewizyjnego, obiecując szansę wylosowania wartościowej nagrody.
3. Przybyłym na spotkanie respondentom rozdaje się przed projekcją filmu listę produktów, prosząc o wybór jednego z trzech, które chcieliby wygrać na loterii losowej i przeprowadza się losowanie.
4. Prezentacja ok. 30 minutowego filmu pilotażowego nt jednego z 3 wybranych produktów.
5. Respondenci zapisują to co zapamiętali z reklamy. Następnie otrzymują listę produktów i proszeni są o wybór jednego, który chcieliby wygrać w przeprowadzonej następnie loterii. Miarą efektywności zaprezentowanej reklamy telewizyjnej są różnice między początkowymi i końcowymi pomiarami preferencji i spostrzeżeń respondentów.

## Test tachistoskopowy
Służy pomiarom skuteczności oddziaływania środków reklamy wizualnej. Tachistoskop jest projektorem przeźroczy z regulatorem szybkości projekcji i poziomu naświetlenia. Po każdym seansie respondenci są proszeni o opisanie i interpretację tego co widzieli. Test pozwala określić korelację między czytelnością i szybkością rozpoznawania różnych elementów danego środka reklamy.